# بندر جارك
 بندر جارك  (بالفارسية: شهر بندرچارک) مدينة كبيرة وميناء على ساحل البحر، تتبع بلدة شيبكوه من توابع مدينة لنجة في مقاطعة لنجة وتقع في محافظة هرمزگان في جنوب إيران. أيضاً تسمى بمدينة جارك.
يحدها من الشمال: قرية باوردان، ومن الجنوب الخليج العربي، ومن الغرب قرية طاحونه (تاوونه)، ومن الشرق تنتهي بقرية حسینه.

## السكان
يبلغ عدد سكان «مدينة جارك» حسب تعداد السكان لعام 2006 للميلاد، (4447) نسمه من أهل السنة والجماعة وعلى المذهب الشافعي. يتكلون باللغة العربية، والفارسية، لهم
مسجد، ومدرسة، وعيادة صحية صغيرة، وبركتان لحفظ مياه الأمطار، بها المرافق العامة كالماء، والكهرباء، والهاتف. يمتهنون بتربية المواشي والزراعة. تبعد مدينة جارك عن مياه البحر بمسافة 300 متر، ويبلغ ارتفاعها عن سطح البحر حولي 40 متراً، وكانت (جارك) في الماضي مقرأً لحكم قبيلة آل علی.

## آثار القلعة
هناك آثار لقلعة كبيرة في المدينة مشهورة بــ(قبيلة  آل علی أو (آل مُعلى)) ، يقال أن «الشيخ صالح بن محمد آل علي» هو الذي بنى القلعة أثناء فترة حكمه، ويتميز هذا الحصن ببرجه الذي يقع في الزاوية الجنوبية الغربية للحصن، وكان يوجد به عدة تقسيمات داخلية منها جزء للحكم وجزء آخر للسكن.